# Ischnura aurora
Ischnura aurora – gatunek ważki z rodziny łątkowatych (Coenagrionidae). Występuje w Azji Południowo-Wschodniej i Wschodniej oraz w Australii i Oceanii; rzadki na zachód od linii Wallace’a. Populacja z subkontynentu indyjskiego i Iranu, klasyfikowana dawniej jako podgatunek I. a. rubilio, w oparciu o badania molekularne została uznana za odrębny gatunek – Ischnura rubilio.